# Elatostema menglunense
Elatostema menglunense är en nässelväxtart som beskrevs av Wen Tsai Wang och G.D. Tao. Elatostema menglunense ingår i släktet Elatostema och familjen nässelväxter. Inga underarter finns listade i Catalogue of Life.